# Douglas Bantam-serie
De Douglas Bantam-serie is een serie lichte motorfietsjes die het Britse merk Douglas produceerde van 1933 tot 1935. 

## Voorgeschiedenis
Douglas was in 1907 begonnen met de productie van motorfietsen die feitelijk gebaseerd waren op de Fairy 200cc-boxermotor van Joseph Barter, die inmiddels was overgestapt naar Douglas. Alle machines  maakten gebruik van deze luchtgekoelde, dwarsgeplaatste, tweecilinder zijklep en later ook kopklep-boxermotoren. Tijdens de Eerste Wereldoorlog lag (vanaf 1917) de productie van civiele motorfietsen stil, maar Douglas leverde haar motorfietsen nog steeds via het War Office aan het Britse leger. Na de oorlog duurde het lang tot er nieuwe ontwikkelingen plaatsvonden. Douglas meldde de reden ook in de catalogi: "onze machines zijn zo goed dat ze niet verbeterd hoeven te worden". De motorcoureurs Cyril Pullin en Freddie Dixon traden in dienst van Douglas en Pullin ontwikkelde het 350cc-model EW Sport, dat uiterlijk niet veel verschilde van zijn voorgangers, maar zowel het motorblok als het frame waren verbeterd en het model had volledige kettingaandrijving. Al snel volgde een 600cc-versie van de EW. De ontwikkelingen van de racemotoren leverden uiteindelijk ook kopklepmotoren voor klanten op. Na de oorlog was de vraag naar Douglas-motorfietsen zo groot geworden, dat Douglas machines van het War Office terugkocht om ze weer aan klanten door te verkopen. Men ging zich ook serieuzer bezighouden met de motorsport, met namen de TT van Man, de snelheidsrecords op Brooklands, de Speedway en de Dirttrack. Daarom werd ook de “Research Association” opgericht om de speciale racemotoren te ontwikkelen. Zo had Douglas in de jaren twintig een groot scala aan goede, betrouwbare motorfietsen voor toeristen, sportieve rijders en racers, allemaal met dwarsgeplaatste tweecilinderboxermotoren. De Grote Depressie betekende zeker voor een merk als Douglas, dat toch wat duurdere motorfietsen bouwde, een zware klap. In 1930 verscheen geen enkel nieuw of zelfs maar vernieuwd model. Hoewel men gewend was jaarlijks vernieuwingen door te voeren, werden de machines uit 1929 uitgeleverd en pas in 1931 kwamen er weer wat vernieuwingen.

## Bantam-serie
In 1933 stond de productie praktisch stil. Met restvoorraden uit de jaren ervoor werden nog wat motorfietsen gemaakt, maar Douglas Motors Ltd. stond aan de rand van het faillissement. William Douglas greep persoonlijk in. Hij bestelde bij Villiers een aantal 150cc-tweetaktmotoren waarmee eind 1933 het model Bantam op de markt werd gebracht. De Villiers-motor werd gekopieerd en in 1934 had de Bantam X al een eigen 150cc-motortje.

### Douglas Bantam, Bantam X, Bantam X 1, Bantam 5 X en Bantam 5X.1
In 1933 presenteerde Douglas een 150cc-tweetakt met een Villiers-inbouwmotor. Het motorblokje met een liggende cilinder was niet zichtbaar doordat het rondom in plaatwerk verpakt was. Deze Bantam was leverbaar met een vliegwielmagneet of met een Lucas dynamo-ontsteking. In 1934 had Douglas de Villiers-motor gekopieerd en veranderde de naam in Bantam X met vliegwielmagneet en Bantam X 1 met de Lucas Dynamo-ontsteking. Deze namen veranderden in 1935 in 5 X en 5X.1. Douglas Motors Ltd. werd in dit jaar overgenomen door de Bond Aircraft & Engineering Co., die de motorfietsproductie wilde staken om de fabriekshal te gebruiken voor haar eigen productie. Daar kwam men echter vrijwel meteen op terug en men bracht zelfs modellen uit die verwezen naar de vliegtuigbouwer, de Aero 350, de Aero 500 en de Aero 600, maar de lichte Bantams verdwenen.

### Douglas C 38
In 1938 bouwde men een 150cc-prototype met een staande eencilindermotor, eveneens een Villiers-kopie, maar de machine haalde het productiestadium niet. 

## Technische gegevens
| Douglas                | Bantam                   | Bantam X                 | Bantam X 1               | Bantam 5 X               | Bantam 5 X.1             | CL 38               |
| ---------------------- | ------------------------ | ------------------------ | ------------------------ | ------------------------ | ------------------------ | ------------------- |
| Periode                | 1933                     | 1934                     | 1934                     | 1935                     | 1935                     | 1938                |
| Categorie              | Toermotor                | Toermotor                | Toermotor                | Toermotor                | Toermotor                | Toermotor           |
| Motortype              | Tweetakt                 | Tweetakt                 | Tweetakt                 | Tweetakt                 | Tweetakt                 | Tweetakt            |
| Bouwwijze              | Liggende eencilinder     | Liggende eencilinder     | Liggende eencilinder     | Liggende eencilinder     | Liggende eencilinder     | Staande eencilinder |
| Koeling                | Lucht                    | Lucht                    | Lucht                    | Lucht                    | Lucht                    | Lucht               |
| Boring                 | 55 mm                    | 55 mm                    | 55 mm                    | 55 mm                    | 55 mm                    | 55 mm               |
| Slag                   | 62 mm                    | 62 mm                    | 62 mm                    | 62 mm                    | 62 mm                    | 62 mm               |
| Cilinderinhoud         | 147,3 cc                 | 147,3 cc                 | 147,3 cc                 | 147,3 cc                 | 147,3 cc                 | 147,3 cc            |
| Smeersysteem           | Mengsmering              | Mengsmering              | Mengsmering              | Mengsmering              | Mengsmering              | Mengsmering         |
| Secundaire aandrijving | Ketting                  | Ketting                  | Ketting                  | Ketting                  | Ketting                  | Ketting             |
| Rijwielgedeelte        | Dubbel wiegframe         | Dubbel wiegframe         | Dubbel wiegframe         | Dubbel wiegframe         | Dubbel wiegframe         | Onbekend            |
| Voorvork               | Plaatstalen schommelvork | Plaatstalen schommelvork | Plaatstalen schommelvork | Plaatstalen schommelvork | Plaatstalen schommelvork | Onbekend            |
| Achtervork             | Star achterframe         | Star achterframe         | Star achterframe         | Star achterframe         | Star achterframe         | Star achterframe    |
| Remmen                 | Trommelremmen            | Trommelremmen            | Trommelremmen            | Trommelremmen            | Trommelremmen            | Trommelremmen       |